# Izvor sveta
Izvor sveta (L'Origine du monde) je slika olje na platnu, ki jo je naslikal francoski umetnik Gustave Courbet leta 1866. Je pogled od blizu na genitalije in trebuh gole ženske, ki leži na postelji z razprtimi nogami. Uokvirjanje golega telesa z glavo, rokami in spodnjimi nogami zunaj pogleda poudarja erotičnost dela.

## Zgodovina

### Identiteta modela
Umetnostni zgodovinarji že leta domnevajo, da je bil Courbetov model za L'Origine du monde njegov najljubši model Joanna Hiffernan, znana tudi kot Jo. Njen ljubimec je bil takrat ameriški slikar James Whistler, Courbetov prijatelj.
Hiffernanova je bila predmet serije štirih Courbetovih portretov z naslovom Jo, la belle Irlandaise ('Jo, lepa Irka'), naslikanih v letih 1865–66. Možnost, da je bila model za L'Origine du monde ali da je imela afero s Courbetom, bi lahko razložila brutalno ločitev Courbeta in Whistlerja. Kljub temu, da so Hiffernanove rdeči lasje v nasprotju s temnejšimi sramnimi dlakami na L'Origine du monde, se hipoteza, da je bila Hiffernanova model, nadaljuje. Rdečelasa Jacky Colliss Harvey postavlja idejo, da ženske dlake na telesu kažejo, da bi bila bolj očitna kandidatka brineta, naslikana s Hiffernanovo na Courbetovi Le Sommeil; in da je na identifikacijo s Hiffernanovo močno vplivala erotizirana in seksualizirana podoba rdečelaske.
Februarja 2013 je Paris Match poročal, da je strokovnjak za Courbeta, Jean-Jacques Fernier, overil posnetek glave in ramen mlade ženske kot zgornji del L'Origine du monde, ki je bil po mnenju nekaterih ločen od prvotnega dela. Fernier je izjavil, da bo glava zaradi zaključkov po dveh letih analize dodana naslednji izdaji Courbetovega catalogue raisonné. Musée d'Orsay je navedel, da L'Origine du monde ni bila del večjega dela. Daily Telegraph je poročal, da so »strokovnjaki [francoskega] raziskovalnega centra za umetnost CARAA (Center d'Analyses et de Recherche en Art et Archéologie) lahko poravnali dve sliki prek utorov, narejenih z originalnim lesenim okvirjem in črtami na samem platnu, katerega zrno se je ujemalo«. Po podatkih CARAA ki je izvajala analize pigmentov, so bili opredeljeni kot klasični pigmenti 2. polovice 19. stoletja. CARAA ni poročala o drugih zaključkih. Trditev, o kateri je poročal Paris Match, je umetniški kritik Le Monde Philippe Dagen označil za dvomljivo, kar kaže na razlike v slogu in da lahko podobnost platna povzroči nakup v isti trgovini.
Dokumentarni dokazi pa povezujejo sliko s Constance Quéniaux, nekdanjo plesalko v pariški operi in ljubico osmanskega diplomata Halila Şerifa Paše (Khalil Beg), ki je sliko naročil. Po besedah zgodovinarja Clauda Schoppa in vodje grafičnega oddelka Francoske nacionalne knjižnice Sylvie Aubenas najdemo dokaze v korespondenci med Alexandrom Dumasom mlajšim in George Sand. Drugi potencialni model je bila Marie-Anne Detourbay, ki je bila tudi ljubica Halila Şerifa Paše.

### Lastniki
Halil Şerif Paša (Khalil Beg), osmanski diplomat, naj bi delo naročil kmalu po tem, ko se je preselil v Pariz. Charles Augustin Sainte-Beuve ga je predstavil Courbetu in naročil je sliko, da jo doda v svojo osebno zbirko erotičnih slik, ki je že vključevala Ingresovo Le Bain turc (Turška kopel) in drugo sliko Courbeta, Le Sommeil (Spanec), za katero naj bi bila Hiffernanova ena izmed modelov.
Potem ko so igre na srečo uničile Khalila Bega finance, je slika nato prešla skozi vrsto zasebnih zbirk. Prvi jo je med prodajo zbirke Khalil Bega leta 1868 kupil trgovec s starinami Antoine de la Narde. Edmond de Goncourt jo je dobil v antikvariatu leta 1889, skrito za lesenim steklom, okrašenim z grajsko ali cerkveno sliko zasnežene pokrajine. Po navedbah Roberta Fernierja, ki je izdal dva zvezka Courbetova catalogue raisonné in ustanovil Musée Courbet, jo je madžarski zbiratelj baron Ferenc Hatvany leta 1910 kupil v galeriji Bernheim-Jeune in jo odnesel s seboj v Budimpešto. Proti koncu druge svetovne vojne so sliko izropale sovjetske enote, pozneje pa jo je odkupil Hatvany. Hatvany je Madžarsko, ki je bila na robu komunističnega prevzema, zapustil leta 1947. S seboj je lahko vzel samo eno umetniško delo, L'Origine je odpeljal v Pariz. 
Leta 1955 so L'Origine du monde prodali na dražbi za 1,5 milijona frankov, približno takrat 4285 ameriških dolarjev. Novi lastnik je bil psihoanalitik Jacques Lacan. Z ženo, igralko Sylvio Bataille, sta jo postavila v svoji podeželski hiši v Guitrancourtu. Lacan je Andréja Massona, svojega brata, prosil, naj zgradi dvojni spodnji okvir in nanj nariše še eno sliko. Masson je naslikal nadrealistično, aluzivno različico L'Origine du monde.
Newyorška javnost je imela priložnost videti L'Origine du monde leta 1988 med razstavo Courbet Reconsidered v muzeju v Brooklynu; slika je bila vključena tudi v razstavo Gustave Courbet v Metropolitanskem muzeju umetnosti leta 2008. Potem ko je Lacan umrl leta 1981, se je francoski minister za gospodarstvo in finance dogovoril, da bo s prenosom dela poravnal račun za družinski davek na dediščino (Dation en paiement v francoskem pravu) Musée d'Orsay; prenos je bil dokončan leta 1995. 

### Provokativno delo
V 19. stoletju je prikaz golega telesa doživel revolucijo, katere glavna aktivista sta bila Courbet in Manet. Courbet je zavrnil akademsko slikarstvo in njegove gladke, idealizirane akte, obenem pa je tudi neposredno obtožil hinavske družbene konvencije drugega cesarstva, kjer sta bili erotičnost in celo pornografija sprejemljivi na mitoloških ali sanjskih slikah.
Courbet je kasneje vztrajal, da na svojih slikah nikoli ni lagal, njegov realizem pa je premaknil meje tistega, kar je veljalo za predstavljivo. Z L'Origine du monde je še bolj izrazito izrazil erotičnost Manetove Olimpije. Maxime Du Camp je v ostri tiradi poročal o svojem obisku kupca dela in o svojem pogledu na sliko, ki »daje zadnjo besedo realizma«.
Slika je po naravi svoje realistične, grafične golote še vedno sposobna šokirati in sproži cenzuro.
Čeprav so se moralni standardi in posledično tabuji glede umetniškega prikaza golote od Courbeta spremenili, predvsem zaradi fotografije in filma, je slika ostala provokativna. Njen prihod v Musée d'Orsay je povzročil veliko navdušenje. Po prodaji razglednic je L'Origine du monde druga najbolj priljubljena slika v muzeju, za Renoirjevim Bal du moulin de la Galette'.
Nekateri kritiki trdijo, da upodobljeno telo ni (kot trdijo) živahna erotična upodobitev ženske, ampak trupla: »L'Origine ne predstavlja polnega ženskega telesa, temveč del njegovega telesa, ki ga odreže okvir [...]. Bledica kože in mrtvaška gaza, ki obdaja telo, nakazujeta smrt«.

## Vpliv
Izrecnost slike je morda služila kot navdih, čeprav s satiričnim preobratom, na zadnje večje delo Marcela Duchampa, Étant donnés (1946–1966), konstrukcijo, ki prikazuje tudi podobo ženske, ki leži na hrbtu z razprtimi nogami.
Leta 1989 je francoska umetnica Orlan ustvarila cibachrome L'origine de la guerre (Izvor vojne), moško različico L'origine du monde, ki prikazuje erekcijo penisa.
Februarja 1994 je roman Adorations perpétuelles (Večni poklon) Jacquesa Henrica na naslovnici reproduciral L'Origine du monde. Policija je obiskala več francoskih knjigarn, da so jo umaknile z oken. Nekaj lastnikov je knjigo ohranilo, nekateri pa so jo prostovoljno odstranili.
Brazilski umetnik Vik Muniz je ustvaril dve različici slavne slike. »Prva [1999] je fotografija narejena iz prahu ali umazanije, ki se poigrava s skupno moralistično povezavo ženskih genitalij in umazanije. V drugem delu [2013] Muniz L'Origine predela iz sklopa izrezkov iz revij, ki spominjajo anatomskega in umetniškega postopka rezanja, ki je ustvaril [...] žensko telo«.
Dva izvora sveta (2000) mehiškega umetnika Enriqueja Chagoye L'Origine du monde reciklira kot spektralno kuliso za trdimi črnimi, modrimi in belimi kvadratki platna na treh vogalih slike. V ospredju dna desni kot, avtohtoni moški sedi na četrtem platnu, ta na stojalu, očitno 'interpretira' Courbetovo sliko.
Leta 2002 je ameriški umetnik Jack Daws ustvaril poklon sliki. Z naslovom Origins of the World ('Izvor sveta)' je zbirka različnih fotografij vulv, posnetih iz pornografskih revij in uokvirjenih v montažo.
Britanski umetnik Anish Kapoor je leta 2004 ustvaril instalacijo L'Origine du monde, ki se sklicuje na Courbetovo sliko. Delo je v Muzeju sodobne umetnosti 21. stoletja v Kanazawa na Japonskem.
Na podobo se sklicuje tudi kot navdihujoče snemanje ženskih genitalij Catherine Breillat v njenem filmu Anatomie de l'enfer (Anatomija pekla) iz leta 2004.
Srbska umetnica performansa Tanja Ostojić je delo leta 2005 parodirala na plakatu, neuradno imenovanem plakat EU gačice. Tako kot Courbetova slika se je tudi plakat izkazal za kontroverznega in je bil na koncu odstranjen z umetniške razstave, na kateri je bil prvotno razstavljen.
Francoska umetnica Bettina Rheims zaključuje Olgina knjiga (2008) s fotografijo protagonistke Olge Rodionove, ki skoraj v celoti prikazuje L'Origine du monde. Nekaj razlik predstavlja razvoj okusov od 19. do 21. stoletja: popolnoma depilirane genitalije s klitorisnim nakitom kot piercing in intimno tetovažo Olge Rodionove v primerjavi z naravnim dlakavim videzom Constance Quéniaux. Sporna knjiga je postala zelo slavna in predmet pravnega boja v Rusiji. 
23. februarja 2009 je v portugalski Bragi policija zaplenila knjigo Pornocratie Catherine Breillat, ki je bila razstavljena v knjigarnah z naslovom L'Origine du monde.  Mnogo polemik je sprožila policijska akcija. Razlog je bila potreba po ohranjanju javnega reda in miru. Prav tako je naslov knjige napačno namignil na pornografsko vsebino. Portugalska zakonodaja prepoveduje javno prikazovanje pornografije.
Leta 2010 je britanski skladatelj Tony Hymas napisal De l'origine du monde glasbeno suito, posvečeno sliki, pa tudi odnosom med Courbetom in Pariško komuno, na podlagi besedil samega Courbeta, Charlesa Baudelairea in Pierra Duponta.
Februarja 2011 je Facebook cenzuriral L'Origine du monde, potem ko ga je objavil umetnik s sedežem v Københavnu Frode Steinicke, da bi ponazoril svoje komentarje o televizijskem programu, predvajanem na DR2. Po incidentu so številni drugi uporabniki Facebooka v znak solidarnosti s Steinickejem izzivalno spremenili svoje profilne slike v Courbetovo sliko. Facebook, ki je prvotno onemogočil Steinickejev profil, ga je končno znova omogočil brez slike L'Origine du monde. Ker je primer pritegnil pozornost medijev, je Facebook izbrisal druge strani o sliki.
Oktobra 2011 je francoski uporabnik Facebooka zoper Facebook pri Tribunal de grande instance de Paris (pariško sodišče splošne pristojnosti) zoper Facebook vložil pritožbo, potem ko je bil njegov profil onemogočen zaradi slike L'Origine du monde. Slika je bila povezava do televizijskega programa, predvajanega na Arteju o zgodovini slike. Ker na svoj e-poštni naslov Facebook ni odgovoril, se je odločil vložiti pritožbo zaradi 'kršitve svobode izražanja' in zoper zakonitost pogojev Facebooka, ki sodišča v okrožju Santa Clara v Kaliforniji opredeljujejo kot izključno pristojnost za vse pravdne zahtevke. Februarja 2016 je pariško sodišče razsodilo, da lahko Facebook tožijo v Franciji.
Turški umetnik Taner Ceylan, rojen v Nemčiji, je naslikal delo z imenom 1879 (Iz serije Izgubljene slike) (2011), v katerem zakrita osmanska plemkinja stoji pred uokvirjenim platnom L'Origine du monde.
29. maja 2014 je luksemburška performans umetnica Deborah De Robertis sedela na tleh pred sliko in posnemala pogled na temo. Posledica tega je bilo, da so varnostniki zaprli sobo in jo aretirali.
Ameriška umetnica Candice Lin je L'Origine du monde rekreirala v video posnetku njene avdiovizualne skulpture Hunter Moon / Inside Out (2015). V njem se Courbetova L’Origine du monde z očmi 'ozre nazaj na gledalce'. S feminističnega vidika Linino delo izziva »nesimetričnost moči [...] med tistimi, ki gledajo, in tistimi, ki so vidni«.

## Film
- Jean Paul Fargier, L'Origine du monde, 1996, 26 minut[37]